# Superhero Movie
Superhero Movie er en amerikansk komediefilm fra 2008 instrueret og skrevet af Craig Mazin. Filmen har Drake Bell, Pamela Anderson, Leslie Nielsen, Jeffrey Tambor og Christopher McDonald på rollelisten. Filmen er en parodi på forskellige superheltefilm.

## Medvirkende
- Drake Bell as Rick Riker / Dragonfly
- Sam Cohen som unge Rick Riker
- Sara Paxton som Jill Johnson
- Christopher McDonald som Lou Landers / Hourglass
- Leslie Nielsen som onkel Albert
- Kevin Hart som Trey
- Marion Ross som tante Lucille
- Ryan Hansen som Lance Landers
- Keith David som politichef Karlin
- Robert Joy som Stephen Hawking
- Brent Spiner som dr. Strom
- Jeffrey Tambor som dr. Whitby
- Robert Hays som Blaine Riker
- Nicole Sullivan som Julia Riker
- Tracy Morgan som professor Xavier
- Regina Hall som fru Xavier
- Craig Bierko som Wolverine
- Marisa Lauren som Storm
- Pamela Anderson som Invisible Girl
- Miles Fisher som Tom Cruise
- Dan Castellaneta som Carlson
- Charlene Tilton som fru Johnson
- Sean Simms som Barry Bonds
- Freddie Pierce som Tony Bennett
- Howard Mungo som Nelson Mandela
- Kimberly Jones som Xaviers datter
- Cameron Ali Sims som Xaviers søn
- Kurt Fuller som bankrådgiver

## Parodierede film
Superhero Movie bygger kraftigt på den første Spider-Man film (2002), men har også bidrag fra X-Men (2000), Fantastic Four (2005) og Batman Begins (2005).